# Universitätsbibliothek Padua
Die Universitätsbibliothek Padua (Biblioteca universitaria di Padova) ist die Hauptbibliothek der Universität Padua. Die 1629 gegründete Bibliothek ist die älteste Universitätsbibliothek Italiens. Sie befindet sich seit 1912 in der Via S. Biagio 7.

## Geschichte und Bestände
Den Grundstock der Bestände an Handschriften und Inkunabeln erhielt die Bibliothek aus den Anfang des 19. Jahrhunderts unter Napoleon aufgelösten Klöstern. Dabei handelt es sich um 2.745 Handschriften des 11. bis 20. Jahrhunderts, vorrangig historische und theologische Schriften. Hinzu kommen mathematische und medizinische, aber auch philosophische und Rechtsarbeiten. Zu den wichtigsten gehört Augustinus’ De civitate Dei. Auch liegt im Hause die einzige Handschrift des Itinerario, eines Autographs des Marin Sanudo, in der er seine 1483 gemeinsam mit den Sindaci di terraferma durchgeführte Rundreise durch die Festlandsgebiete der Republik Venedig beschreibt. Das Manuskript stammt aus dem Benediktinerkloster auf der venezianischen Insel San Giorgio maggiore. Das Werk enthält zahlreiche Skizzen von Städten und Festungen. Darüber hinaus birgt das Haus musikhistorische Preziosen des 14. und 15. Jahrhunderts, die aus dem Benediktinerkloster Santa Giustina stammen, dann Skizzen von Schiffen aus dem 18. Jahrhundert, die für die Rekonstruktion der späten Schifffahrtsgeschichte der Republik von großer Bedeutung sind. Jüngere Handschriften, wie die des Positivisten und Dozenten an der Universität Padua Roberto Ardigò, stellen gleichfalls einen bedeutenden Bestand dar.
Bei den Inkunabeln, also Druckwerken aus der Zeit vor 1500, handelt es sich um 1132 Ausgaben in insgesamt 1583 Inkunabeln. Zu ihnen gehören etwa die Novelle Ippolito e Leonora von 1471, die sich anhand eines handschriftlichen Eintrags Lorenzo Canozi da Lendinara zuweisen ließ, dem ersten Drucker in Padua. Als weitere Preziose gilt De re militari, Verona 1472, mit Miniaturen und Kalligraphien von Felice Feliciano.
Insgesamt zählt man 9622 Cinquecentine, also Drucke des 16. Jahrhunderts, sowie mehr als 100.000 Drucken des 17. und 18. Jahrhunderts. Einen besonders hervorzuhebenden Fundus stellen armenische Drucke dar, die von der venezianischen Insel San Lazzaro degli Armeni stammen, ebenso wie die hebräischen Texte aus der Sammlung Morpurgo.
Zahlreiche Periodika des Ancien Régime, wie etwa die vollständige Ausgaben des Journal des savants oder der Philosophical Transactions der Royal Society, waren der Ausgangspunkt für weitere Zeitschriftensammlungen. Insgesamt handelt es sich um Ausgaben von 6765 Periodika, davon 487 laufenden (Stand: 2018).